# Khloé Kardashian
Pour les articles homonymes, voir Kardashian.
Khloé Alexandra Kardashian, née le 27 juin 1984 à Los Angeles, est une personnalité de télévision américaine, actrice, animatrice radio, et un mannequin, femme d'affaires. Depuis 2007, elle et sa famille tournent une émission de télé-réalité à succès : L'Incroyable Famille Kardashian (Keeping up with the Kardashian). Elle crée également deux spin-offs : Les Sœurs Kardashian à Miami (Kourtney and Khloé Take Miami) et Khloé & Lamar. De septembre 2009 à octobre 2016, la star a été mariée au basketteur Lamar Odom. Sa fille True Thompson, qu'elle a eu avec Tristan Thompson, est née le 12 avril 2018. Elle accueille un deuxième enfant, un fils, le 28 juillet 2022. Le père étant également Tristan Thompson alors que les deux sont séparés.
Avec ses sœurs Kourtney Kardashian et Kim Kardashian, Khloé a lancé plusieurs collections de vêtements, de maquillages, de produits de beauté. Ensemble, elles possèdent trois magasins DASH. Elle se fait connaître en 2007 grâce à son émission mais sa carrière explose réellement en 2009. De nos jours la star américaine est devenue une femme influente.
Khloé Kardashian participe en 2009, à The Celebrity Apprentice, l'émission de Donald Trump, la star arrive 10e. En 2010, elles réalisent un livre Kardashian Konfidential où elles livrent leurs secrets. Deux ans plus tard, elle anime avec Mario López le télécrochet The X Factor. Khloé Kardashian crée le talk-show Koctails with Khloé, en 2016. La même année, elle sort un livre, écrit par elle-même, Strong Looks Better Naked, qui devient un énorme succès aux États-Unis. En 2017, elle lance une nouvelle émission Revenge Body, ainsi que sa marque de jeans Good American pour les femmes de toutes tailles.

## Biographie
Khloé Alexandra Kardashian est née le 27 juin 1984 à Los Angeles, elle est d'origine hollandaise et écossaise du côté de sa mère et arménienne de son père. Khloé est la fille de Robert Kardashian, avocat qui a défendu O.J Simpson, et de Kris Jenner (remariée en 1991 avec le médaillé olympique Bruce Jenner, dont elle s'est séparée en 2013). Elle a deux sœurs, Kourtney et Kim, un frère Robert Kardashian Jr et deux demi-sœurs, Kendall et Kylie.
Son père a notamment défendu le joueur de football américain O. J. Simpson alors accusé du meurtre de sa femme. Il meurt des suites d'un cancer de l’œsophage le 30 septembre 2003 à l’âge de 59 ans.
Adolescente, Khloé Kardashian a étudié brièvement au lycée Marymount High School, une école de jeune fille catholique. Par la suite elle décide de poursuivre sa scolarité à domicile, après que ses sœurs eurent obtenu leurs diplômes, elle disait ne pas avoir d'amis. Elle obtient son diplôme un an en avance, à 17 ans.
Alors âgée de 16 ans elle est victime d'un accident de voiture. Dans son émission L'Incroyable Famille Kardashian, elle déclara avoir été dans le coma et fait face à de nombreuses pertes de mémoires.

## Carrière

### 2007-2009
La star est révélée par son rôle dans la série de télé-réalité Keeping up with the Kardashians (L'Incroyable Famille Kardashian en version française), diffusée depuis 2007 et 2010 sur la chaîne de télévision E! Entertainment Television, mettant en scène le quotidien de cette famille recomposée.
La jeune femme participe également en 2009 avec l'aînée de la famille, Kourtney, au spin off de cette série, intitulé Kourtney and Khloe take Miami (Les Sœurs Kardashian à Miami en version française). Une émission tournée dans le cadre de l'ouverture de son 2e magasin DASH en Floride, à Miami. La télé-réalité voit naître une 2e saison en 2010 et une 3e en 2012 mais sans Khloé ( Kim prend sa place).
Khloe participe par ailleurs à une autre émission de télé-réalité : The Celebrity Apprentice. L'émission de Donald Trump. Celle-ci arrive 10e.
En 2009, Khloé anime tous les vendredis de minuit à trois heures du matin avec Terrance J, à Miami, sa propre émission de radio, intitulée « Khloe After Dark ». Elle y développe des sujets variés, accompagnés d'interludes musicaux, et invite régulièrement des célébrités pour les interviewer en direct.
Ambassadrice, avec sa sœur Kim, de la marque de produits diététiques Quick Trim, Khloe prend position en 2008 contre la fourrure en posant nue en faveur d'une campagne publicitaire pour PETA avec le slogan : « Fur ? I'd Rather Go Naked » (« Fourrure ? Je préfère y aller nue »). Kelli Zink y fait d'ailleurs allusion dans l'émission CelebTV.

### 2010-2012
En 2010 et 2011, une télé-réalité sur le couple qu'elle forme avec Lamar Odom est diffusée et est intitulée Khloé and Lamar. L'émission montre le quotidien de ce couple très médiatisé aux États-Unis.
La même année sort un livre, Kardashian Konfidential, où les trois sœurs y racontent de nombreux secrets sur elles. Le livre devient un véritable phénomène.
Avec son mari de l'époque Lamar Odom, elle sort un parfum Unbreakable, toujours en vente sur de nombreux sites.
En 2012, elle présente l'émission X-Factor avec Mario López. La star sera très acclamée mais connaîtra un épisode gênant : en effet, elle apparaîtra à l'antenne avec un chemisier qui dévoilera sa poitrine sans qu'elle-même soit au courant.
Elle lance de nombreuses collections avec ses sœurs Kim et Kourtney une collection de vêtements, la Kardashian Kollection, qui rencontrera un succès fulgurant à travers le monde, et dépassera tous les records de ventes. Ensemble elles lancent également des produits de beautés (pour cheveux, maquillages, teinture) encore une fois, c'est un large succès, la collection se nomme Kardashian Beauty, en collaboration avec Sears.

### 2013-2014
Elle lance une nouvelle émission avec sa sœur Kourtney Kardashian et Scott Disick, intitulée Kourtney & Khloé take the Hamptons qui montre les vacances des deux sœurs dans la luxueuse ville des Hamptons, et dans leur luxueuse maison de 14 millions dollars. Les sœurs en profitent pour ouvrir une boutique DASH éphémère durant l'été.
La star apparaît dans le clip de French Montana Don't Panic, une vidéo sur le thème du film American Nightmare.

### 2015-2016
En 2015, elle lance sa propre émission, Kocktails with Khloé, sur la chaîne FYI. L’icône parle de sujets d'actualités, de sujets tabous. L'émission est d'un genre comique et la belle y invite de nombreuses célébrités comme John Legend, Tyga, Chrissy Teigen, Kanye West, mais également sa famille (Kim,Kendall,Kourtney,Kylie,Scott).
En 2015, elle pose pour le magazine Complex.
Elle produit avec ses sœurs et sa mère, l'émission Dash Dolls montrant le quotidien des employés de sa boutique.
La star habituée aux photoshoots va poser pour les plus grands magazines à l'instar de Complex, de Cosmopolitan, Shape, New Beauty, Glamour, GQ.
En 2016, elle sort un livre écrit par elle-même, Strong Looks Better Naked. Le livre devient un succès, et est nommé 4e Best sellers de l'année par Times Magazine.
En 2016, elle lance sa propre marque de jeans Good American. Cette marque permet aux femmes de toutes tailles de s'habiller. Khloé a confié dans l'incroyable famille kardashian, à avoir eu peur de l’échec de cette marque qui avait un but de vente très important. Mais la star réussit son objectif, puisque la marque a généré un million de dollars de recettes le premier jour de son lancement, ce qui devient le plus gros lancement d'une marque de prêt-à-porter.

### 2017-2018

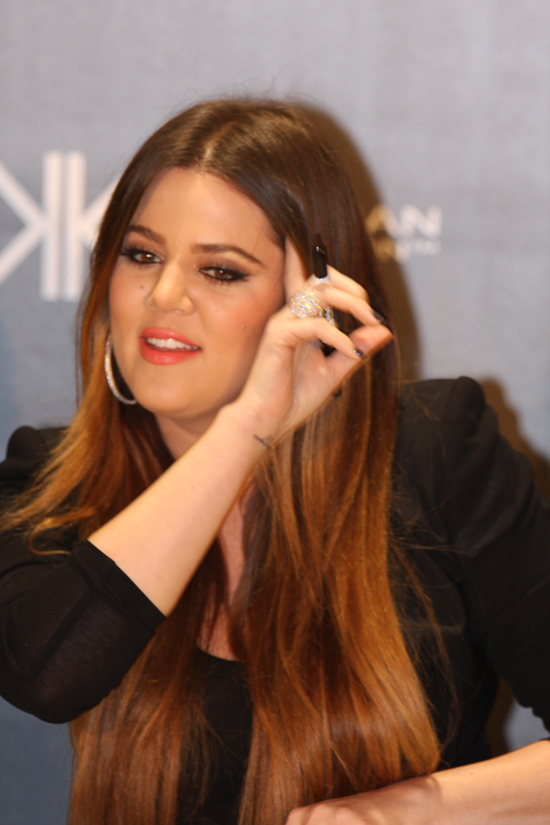
Khloé Kardashian

En 2017, elle lance une nouvelle émission Revenge Body with Khloé Kardashian, où elle coach, soutient des personnes au plus bas et dont l'objectif est de perdre du poids et prendre une revanche sur leur vie. L'émission est un succès, la saison 2 suit.
Khloé Kardashian continue de promouvoir sa marque de Good American, initialement créée pour vendre toutes sortes de vêtements en jeans, la star étend sa gamme, proposant depuis 2017, des sweats, des bodys, ou encore des maillots de bains. Khloé tourne plusieurs spots publicitaires pour sa marque.
La star américaine devient cette même année l'égérie de la marque Protein World.
Elle réalise cette même année une collaboration avec la marque de cosmétiques de sa sœur Kylie Cosmetics, la Koko Kollection. La collection est succès provoquant plusieurs sold out.
Khloé apparaît dans la nouvelle émission de télé-réalité, The Life Of Kylie de sa sœur Kylie Jenner et dans un épisode spéciale de l’incroyable famille Kardashian pour fêter les dix ans de cette télé-réalité. L'épisode est diffusé le 24 septembre aux États-Unis sur la chaîne E! .
En 2018, elle devient avec ses 4 sœurs l’égérie de la marque Calvin Klein et représente les nouvelles collections dont Calvin Klein Underwear et Calvin Klein Jeans . La campagne est réalisée par Willy Vanderperre qui a photographié Khloé et ses sœurs dans une grange mettant en avant des pièces de lingeries et de jeans de la collection printemps-été 2018. Un court-métrage est réalisé où les sœurs se confient les unes aux autres sur ce qu'elles ont fait ou jamais fait .
Elle agrandit sa marque de prêt-à-porter, en créant une collection destinée aux femmes enceintes nommée « Good Mama ». Elle lance également une gamme de vêtements de sport, pour laquelle elle organise une grande promotion, retransmettant en direct sur les réseaux sociaux et sur des plateformes vidéos une séance de sport géante pratiquée sur le toit d'un centre commercial,. Elle continue d'agrandir sa marque en créant par la suite une collection léopard.
Khloé Kardashian remporte également le prix la personnalité de télé-réalité de l'année pour son rôle dans L'incroyable famille Kardashian aux People Choice Awards.

### 2019-2020
En 2019, elle lance avec sa meilleure amie Malika Haqq une nouvelle collection de maquillage en collaboration avec la marque Becca.
Elle pose pour le magazine australien Stellar où elle se confie sur son nouveau rôle de mère, et ses projets professionnels. Parmi ses différents projets professionnels elle annonce sa collaboration avec différentes marques notamment une marque de couches pour enfant « Pampers »  ainsi que d'une marque de nettoyage,. Si ses fans ne sont pas ravis de ses différentes collaborations, Khloé Kardashian perçoit entre 250 000 et 500 000 dollars par publicité.
Elle annonce également sur les réseaux sociaux le retour de son émission de télé-réalité le 31 mars 2019 pour une seizième saison . Elle annonce également le renouvellement de sa série de thrillers « Twisted Sister » crée 1 an auparavant, racontant des histoires vraies d'épouvantes.
Le 8 septembre 2020, Khloé Kardashian annonce avec ses sœurs l'arrêt de son émission de télé-réalité "L'incroyable famille Kardashian" après 20 saisons et 15 de diffusions. Cependant, dès le mois de novembre, les groupes Disney et Hulu annoncent avoir signé un contrat de plusieurs saisons pour la création d'une toute nouvelle émission qui verra le jour fin 2021. Par ailleurs, après avoir quitté la chaîne E! en déclin aux Etats-Unis, avec ses sœurs, elle cède les droits de diffusion de son émission aux plateformes de streaming Netflix, Amazone Prime et Hulu.
En 2020, elle continue de développer son entreprise de vêtements de prêts-à-porter. Son entreprise franchit la barre du 1 million de ventes de jeans permettant à l'entreprise d'atteindre un chiffre d'affaires de plus de 100 millions de dollars. Par ailleurs, son entreprise parvient à atteindre la 36ᵉ place des entreprises de célébrités les plus rentables avec un revenu de 12 600 000 de dollars.
La même année, Khloé s'associe à plusieurs marques et devient l'égérie de la marque de cosmétique IPSY et fait ainsi plusieurs vidéos pour présenter cette nouvelle marque, et annonce une collaboration prochaine. Plus tard, elle devient l'associée et l'égérie de la marque Dose&Co spécialisée dans la vente du collagène. Elle fait le tour de plusieurs plateaux télé pour présenter son nouveau projet. Le succès étant au rendez-vous, elle annonce le prolongement de son association.
Khloé Kardashian continue de développer sa série télé sur les thrillers et annonce l'arrivée d'une nouvelle saison pour l'année 2021. Par ailleurs, elle est la vedette d'un épisode spécial d'une émission Netflix nommé « Chaque chose à sa place », où elle ouvre les portes de sa maison à des spécialistes du rangement pour réorganiser son intérieur[réf. souhaitée]. Malgré tout, en 2020 après 4 saisons, elle annonce la fin de son émission Revenge Body. Cependant, la même année, son émission de télé-réalité reçoit le prix de meilleure émission de l'année aux People Choice Awards, ainsi que la récompense de meilleure actrice de télé-réalité.

## Vie privée
Entre 2005 et 2006, Khloé a eu une liaison avec le producteur de musique, Stevie J. - alors qu'elle était son assistante à l'époque.
De 2007 à 2008, elle a eu une histoire avec le rappeur, Romeo Miller.
Puis elle a brièvement fréquenté le basketteur, Rashad Mccants, en 2008.
En 2009, elle aurait eu une brève liaison avec le rappeur, Young Jeezy,, puis elle aurait fréquenté le footballeur, Derrick Ward.
En août 2009, Khloé devient la compagne du basketteur, Lamar Odom - fraîchement divorcé et déjà père de trois enfants. Au bout de seulement deux semaines de relation, le couple se fiance, puis ils se marient le 27 septembre 2009 - soit un mois seulement après leur rencontre,,. Trois ans plus tard, en 2012, leur couple connait de nombreuses crises importantes ; Lamar se fait licencier, et plonge alors dans la drogue, l'alcool et trompe régulièrement son épouse,,. Ils se séparent en août 2013, mais ce n'est que le 13 décembre 2013, qu'ils officialisent leur rupture - lorsque Khloé demande officiellement le divorce, citant des « différends insurmontables ». Après plusieurs désaccords et problèmes de santé du côté du basketteur, ce n'est qu'en décembre 2016 que leur divorce est prononcé.
En fin d'année 2013, elle a eu une brève aventure avec le rappeur, The Game,.
Entre avril et septembre 2014, elle a fréquenté le rappeur, French Montana,.
En mai 2015, elle a une brève liaison avec l'ancien basketteur, Rick Fox, puis en juin 2015, elle devient la petite-amie du basketteur, James Harden - dont elle se sépare en février 2016.
Au printemps 2016, elle fréquente brièvement le footballeur, Odell Beckham Jr., puis le chanteur Trey Songz, durant l'été 2016,.
En septembre 2016, elle devient la compagne du basketteur, Tristan Thompson - alors que ce dernier est fraîchement séparé de sa petite-amie de longue date, Jordan Craig, qui est enceinte de leur premier enfant. Jordan Craig donne naissance à un petit garçon, Prince Thompson, le 12 décembre 2016. En décembre 2017, Khloé annonce via un communiqué être enceinte de cinq mois de son premier enfant,. Le 12 avril 2018, elle donne naissance à sa fille, prénommée True Thompson, et affirme être toujours en couple avec son compagnon - bien que ce dernier l'ait trompé tout le long de sa grossesse,. En février 2019, le couple se sépare lorsque la presse dévoile que le basketteur a, de nouveau, trompé sa compagne avec Jordyn Woods, la meilleure amie de la sœur de Khloé, Kylie Jenner,. En août 2020, ils annoncent s'être remis ensemble, après avoir été confinés ensemble à cause de la pandémie de Covid-19,,. En juin 2021, ils se séparent de nouveau à la suite d'une nouvelle relation extra-conjugale de Tristan Thompson. En juillet 2022, il est annoncé que Khloé et Tristan vont avoir un garçon par mère porteuse,. Elle devient donc mère pour la deuxième fois le 28 juillet 2022. Son fils est nommé Tatum Robert,, rendant ainsi hommage à son défunt père Robert Kardashian. Atteint d'une tumeur cancéreuse, elle est désormais sur la voie de la guérison.

## Filmographie

### Rôle
| Année | Titre                                     | Rôle      | Note                 |
| ----- | ----------------------------------------- | --------- | -------------------- |
| 2010  | 90210 Beverly Hills : Nouvelle Génération | elle-même | saison 3, épisode 1  |
| 2011  | Los Angeles, police judiciaire            | elle-même | saison 1, épisode 12 |
| 2013  | Real Husbands of Hollywood                | elle-même | saison 2, épisode 2  |
| 2014  | Royal Pains                               | elle-même | saison 6, épisode 13 |

### Télé-réalité
| Année     | Titre                               | Note          |
| --------- | ----------------------------------- | ------------- |
| 2007-2021 | L'incroyable famille Kardashian     | 14 saisons    |
| 2009      | MADtv                               | 1 épisode     |
| 2009      | The Celebrity Apprentice            | 11 épisodes   |
| 2009-2010 | Les Sœurs Kardashian à Miami        | 26 épisodes   |
| 2010      | Fashion Police (en)                 | 5 épisodes    |
| 2011-2012 | Les Kardashian à New York           | 7 épisodes    |
| 2011-2012 | Khloé et Lamar                      | 20 épisodes   |
| 2012      | Punk'd : Stars piégées              | 1 épisode     |
| 2012      | The X Factor                        | 16 épisodes   |
| 2013      | Style to Rock                       | Invitée       |
| 2014      | Kourtney et Khloé aux Hamptons (en) | 1 saison      |
| 2015      | Appelez-moi Caitlyn                 | 3 épisodes    |
| 2015      | Dash Dolls (en)                     | 5 épisodes    |
| 2016      | Kocktails with Khloé (en)           | Présentatrice |
| 2016      | Revenge Body with Khloé Kardashian  | Présentatrice |
| 2017      | La Vie de Kylie                     | 1 épisode     |
| 2017      | KUWTK anniversary                   | Invitée       |
| 2022      | Les Kardashian                      | 3 saisons     |